# Avon Championships of Seattle 1980
Avon Championships of Seattle 1980  — жіночий тенісний турнір, що проходив на закритих кортах з килимовим покриттям Seattle Center Arena в Сіетлі (США). Належав до Avon Championships Circuit 1980. Турнір відбувся вчетверте і тривав з 28 січня до 3 лютого 1980 року. Друга сіяна Трейсі Остін здобула титул в одиночному розряді й отримала за це 30 тис. доларів США.

## Фінальна частина

### Одиночний розряд
Трейсі Остін —  Вірджинія Вейд 6–2, 7–6(7–1)
- Для Остін це був 2-й титул за сезон і 12-й — за кар'єру.

### Парний розряд
Розмарі Казалс /  Венді Тернбулл —  Вірджинія Вейд /  Грір Стівенс 6–4, 2–6, 7–5

## Розподіл призових грошей
| Дисципліна       | П       | F       | 3-тє   | 4-те   | ЧФ     | 1/8    | 1/16   |
| Одиночний розряд | $30,000 | $15,000 | $7,500 | $7,200 | $3,500 | $1,750 | $1,000 |